# Indigofera roseo-caerulea
Indigofera roseo-caerulea är en ärtväxtart som beskrevs av Baker f. Indigofera roseo-caerulea ingår i släktet indigosläktet, och familjen ärtväxter. Inga underarter finns listade i Catalogue of Life.